# Dendi (langue)
Pour les articles homonymes, voir Dendi.
Le dendi, est un des principaux dialectes du groupe des langues songhaï méridionales, parlé en grande partie dans le Nord du Bénin, à Karimama et Malanville, ainsi qu'à Gaya (au Niger)[réf. nécessaire].
Le dendi est parlé par 4 % de la population béninoise, et est influencé par le bariba. Le dendi étant alors considéré comme une langue du commerce informel parlée surtout par des commerçants nigériens et par quelques Bariba influencés par l'Islam et leur cohabitation avec ces commerçants nigériens, à Djougou, Kandi, et Parakou,.

## Écriture
Au Bénin, l’orthographe dendi est défini dans l’Alphabet des langues nationales.
| Majuscules | A | B | C | D | E | Ɛ | F | G | Gg | H | I | J | K | Kp | L | M | N | NY | Ŋ | Ŋw/Ŋm | O | Ɔ | P | R | S | T | W | Y | Z |
| Minuscules | a | b | c | d | e | ɛ | f | g | gb | h | i | j | k | kp | l | m | n | ny | ŋ | ŋw/ŋm | o | ɔ | p | r | s | t | w | y | z |

L’accent grave, l’accent aigu et le macron sont utilisés sur les voyelles pour indiquer les tons.